# Pallenopsis sibogae
Pallenopsis sibogae är en havsspindelart som beskrevs av Loman, J.C.C. 1911. Pallenopsis sibogae ingår i släktet Pallenopsis och familjen Phoxichilidiidae. Inga underarter finns listade i Catalogue of Life.